# مقاطعة فرانكلين (فيرجينيا)
 مقاطعة فرانكلين  (بالإنجليزية:  Franklin County)‏ هي إحدى المقاطعات في ولاية فيرجينيا في الولايات المتحدة الأمريكية.

## أعلام
- جون روبرت براون
- إدوارد دبليو. سوندرز
- آرشي إدواردز